# クトゥルフ神話のアイテム
この項では、クトゥルフ神話のアイテムについて記載する。特に、禁断の書物については、クトゥルフ神話の文献を別途参照。
クトゥルフ神話関連の書籍に解説が頻出し、特にTRPGサプリメントの『キーパーコンパニオン』は文献とアイテムの設定集である。複数回登場しやすい文献に比べると、アイテムは単発の登場である場合が多い。

## アイテム
あ行
アッシュールバニパルの焔（炎宝、火の石、the Fire of Asshurbanipal）
登場作品はロバート・E・ハワード『アッシュールバニパルの焔』。
紀元前のアッシリア王アッシュールバニパルが所持したという宝玉。燃えるように輝くことから「焔」と称される。
砂漠の廃都にある玉座に座る、偽王の骸骨が掴んでおり、呪いの逸話がある。正確には、アッシュールバニパル王宮の魔道士ズトゥルタンが魔物から奪ったもの。鬼神が王国に祟りをなしたことで、王は宝石を返却するよう言うが、魔道士は拒否して反逆都市に逃げ込みそこで都市の偽王と宝石の奪い合いになる。魔道士は偽王に殺されるが、死ぬときに呪いをかけた。
アルハザードのランプ（Lamp of Alhazred）
初出はラヴクラフト・ダーレス共著『アルハザードのランプ』 。名称通りにアブドゥル・アルハザードが所有していたアイテム。
アラビアの伝説のアドの民が作ったもの。円柱都市イレムでアルハザードが発見し、近代にロードアイランド州のフィリップス家が入手、失踪した祖父の遺産としてウォード・フィリップスが相続した。
外観は典型的なアラビアの魔法のランプ（水差し型のオイルランプ）。表面には未知の文字が刻まれている。よく磨いて火をつけると、歴代の所有者の記憶が映像として浮かび上がる。ウォードは、アルハザードの記憶や、ルルイエなどの土地の風景を幻視し、それらを小説として執筆する（※メタフィクション。ウォード・フィリップス＝ハワード・フィリップス・ラヴクラフト）。
か行
核
1940年代以降の作品であるダーレス『永劫の探究』やブロック『尖塔の影』で核が登場している。
『永劫の探究』のクライマックスでは、核爆弾をルルイエ島に投下してクトゥルフ撃破を試みている。『尖塔の影』では、ナイアーラトテップが人間に化けて、人類に核を与えた。
続いて冷戦時代になると、ブライアン・ラムレイが、アザトースのことを核融合であると解釈した。
核兵器が果たして邪神に効くかは曖昧である。『永劫の探究』では完全な撃破には至らなかったことが示唆される。
輝くトラペゾヘドロン（かがやくトラペゾヘドロン、英: Shining Trapezohedron）

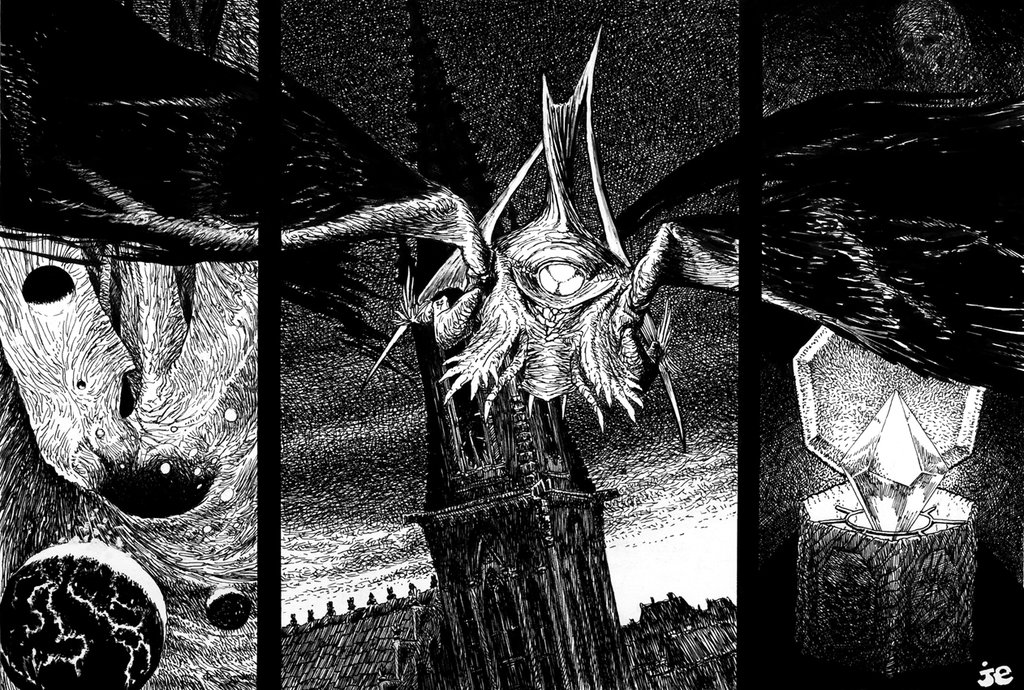
輝くトラペゾヘドロン（右）

初出はハワード・フィリップス・ラヴクラフトの小説『闇をさまようもの』。続いてロバート・ブロックが続編『尖塔の影』でも登場させている。
小箱と宝石。宝石は、黒光りして赤い線が走る多面結晶体。この宝石が箱の内面に触れることなく、金属製の帯と奇妙な形をした7つの支柱によって、箱の中に吊り下げられている。箱は不均整な形状をしており、異形の生物を象った奇怪な装飾が施されている。凝視すると、心に異界の光景が浮かび上がってくる。
数億年前に暗黒星ユゴスで造られた後、所有者を転々として、19世紀にエジプトの遺跡で発掘され、プロヴィデンスのフェデラル・ヒルの町にて新興宗教「星の智慧派」の神体となる。星の智慧派が崇拝した「闇をさまようもの」＝ナイアーラトテップを召喚する道具である。
ブロックが補記した設定では、蓋を開けっ放しにしておくのが通常であり、蓋を閉じて宝石を暗闇に晒すことでナイアーラトテップを呼び寄せる。
旧神の印（きゅうしんのしるし、エルダーサイン、The Elder Sign）
退魔の石。旧神のシンボルである五芒星に力が籠められている。
初出は、ハワード・フィリップス・ラヴクラフトによる1926年の作品、『未知なるカダスを夢に求めて』。作品によって設定が変遷する。
銀の鍵（ぎんのかぎ、The Silver Key）
初出はハワード・フィリップス・ラヴクラフトの『銀の鍵』、続いて『銀の鍵の門を越えて』における重要アイテム。
奇妙なアラベスク模様に表面が覆われた、長さが5インチ近くある大きな銀の鍵。
古代地球のハイパーボリアで作られたもの。ランドルフ・カーターが、先祖が保管していた物品を再発見した。香木製の箱に入れられ、（ルルイエ語の呪文が記された）羊皮紙に包まれていた。
銀の鍵と呪文の力で、時空を超えてあらゆる場所に行くことができる（※ヨグ＝ソトースが関わってくる）。
た行
ド・マリニーの掛け時計
不可解な数字と、4本の時針を備えた大時計。針の指し方は滅茶苦茶で、通常の時計としては全く使えない。
初出はラヴクラフトの『銀の鍵の門を越えて』。1932年の時点ではニューオリンズの神秘家エティエンヌ＝ローラン・ド・マリニーが所有していた。クライマックスにて、チャンドラプトラ師が時計の中に入り、姿を消すという怪現象が起こる。
後にブライアン・ラムレイが短編『ド・マリニーの掛け時計』に、タイタス・クロウの所有物として登場させた。長編にて、この大時計は旧神のタイムマシンであることが判明し、移動手段として活躍する。ビームによる攻撃機能も有する。
な行
ニトクリスの鏡（ニトクリスのかがみ、The Mirror of Nitocris）
登場作品はブライアン・ラムレイ『ニトクリスの鏡』。
古代エジプト第6王朝の女王ニトクリスが用いたとされる鏡。悪鬼や食屍鬼の姿が鋳込まれた青銅製の枠にはめ込まれている。
鏡はショゴスの棲む場所へと繋がっている。地獄めいた暗黒の世界を映すが、条件が揃うと鏡からショゴスが出てくる。ニトクリスはこの鏡を処刑道具として使用した。
は行
バルザイの偃月刀（ばるざいのえんげつとう、Scimitar of Barzai）
登場作品はネクロノミコン断章。『ネクロノミコン』（ジョン・ディーの、刊行されなかった16世紀英訳版）に書かれているアイテム。
青銅製のシミター刀剣。ヨグ＝ソトース召喚時に、地面に魔法陣を描く等に用いる。※ダニッチの怪の設定を補う
固有名詞バルザイの詳細不明。同名の人物がドリームランドにいる（いた。時系列は度外視）。日本語に翻訳される際に偃月刀とされたが、シミター＝シャムシールのアラビア刀剣である。
ら行
レンのガラス
登場作品はラヴクラフト・ダーレス共著『破風の窓』。
通常は曇りガラスであるが、五芒星を作り、呪文を唱えることで、異界の風景を映し出す。逆に向こう側からこちら側も見られており、空間が繋がって行き来すらできるようになる。ただし映す場所は選べない（地球の自転次第で変化するため）。エイクリィ邸の破風の部屋の窓に嵌め込まれていたが、砕け散った。
名称は伝説のレン高原から、本品を入手したウィルバー・エイクリイが名付けた仮称である。レン高原で造られたと推定されるが確定せず、他にはヒアデス星団も候補に挙がる。
朝松健の『魔道コンフィデンシャル』にはアレンジ版が登場する。